# William Randolph Hearst
William Randolph Hearst I (San Francisco, 1863. április 29. – 1951. augusztus 14.) amerikai üzletember, sajtómágnás.

## Élete
Vezető újságkiadó-tulajdonos volt. Apja milliomos, aki saját maga szerezte vagyonát. Hearst, aki akkor még diák volt a Harvardon, megtudta, hogy apja egy adósától megkapta a The San Francisco Examiner című kaliforniai újságot, és megkérte apját, hadd irányítsa ő a lapot. 1887-ben ő lett a kiadója, és sikerre vitte. Ezután New Yorkba költözött, és a The New York Journal tulajdonosa lett, ami riválisa volt Joseph Pulitzer New York Worldjének. Ekkor alakult ki a bulvárújságírás. Hearst egyre több újságot vásárolt fel: egy idő múlva már csaknem 30 újságja jelent meg nagyobb amerikai városokban. Ezután magazinokkal is foglalkozni kezdett, és hatalmas kiadóvállalatot épített.
Bár háromszor is beválasztották a képviselőházba, a politikai életben csak közvetetten, újságjai révén játszott szerepet. A Demokrata Párt híve volt. Többször is indult New York állam kormányzói székéért, de veszített. Legfontosabb politikai szerepe az volt, hogy újságcikkeivel szította a közhangulatot, ami az 1898-as amerikai–spanyol háborúhoz vezetett.
Hearstről mintázták Orson Welles klasszikus filmje, az Aranypolgár (Citizen Kane) főszereplőjét. Sajtóbirodalma mellett legmaradandóbb alkotása a kaliforniai birtokán épített Hearst-kastély (Hearst Castle) luxusépület-együttes, melyet Julia Morgan építésszel együtt tervezett.
Feleségétől, Millicent Wilsontól öt fia született, de házasságuk később megromlott, és Hearst Marion Davies színésznővel tartott fenn kapcsolatot.